# Алакинце (община Сурдулица)
 Тази статия е за селото в Сърбия.  За селото в Северна Македония вижте Алакинци (община Свети Никола).  
Алакинце или Алакинци (на сръбски: Алакинце или Alakince) е село в община Сурдулица, Пчински окръг, Сърбия.

## История
При избухването на Балканската война в 1912 година един човек от Алакинце е доброволец в Македоно-одринското опълчение.

## Население
- 1948 - 607
- 1953 - 651
- 1961 - 681
- 1971 - 705
- 1981 - 1008
- 1991 - 1394
- 2002 - 1503
- 2011 - 1547

## Етнически състав
(2002)
- 93,74% сърби
- 2,12% българи
- 0,33% югославяни

## Личности
Родени в Алакинце
- Стоян Петков (1886 – ?), македоно-одрински опълченец, Втора рота на Шеста охридска дружина[2]